# Бражник подмаренниковый
Бражник подмаренниковый (лат. Hyles gallii) — бабочка из семейства бражников (Sphingidae). Описан в 1775 году Зигмундом Роттембургом под названием Sphinx gallii.
Размах крыльев бражника 60 – 80 мм. Вечером в сумерках питается на цветках, ночью прилетает на свет. Иногда питается на цветах в дневное время, даже при ярком солнце.
Даёт два поколения: I — июнь – июль, II — август – сентябрь. Гусеница питается на подмареннике, кипрее, молочае. Окукливается в почве.
Распространён в Палеарктике.
- Гусеница
- Куколка
- Имаго